# Йокогама (футбольний клуб)
Йокогама (яп. 横浜FC, Йокогама) — японський футбольний клуб з міста Йокогама. Заснований у 1999 році. Домашні матчі проводить на стадіоні «Міцудзава». 

## Історія
З часу свого вступу до чемпіонату Японії у 2001 році всі сезони, за винятком трьох, команда провела у Джей-лізі 2. У 2006 році команда посіла 1-е місце у Джей-лізі 2 та потрапила до вищої ліги. Сезон 2007 у Першому дивізіоні Джей-ліги команда закінчила на останньому місці, набравши у 34 матчах лише 16 очок.  
Зайнявши 2-е місце в Джей-лізі 2 сезону 2019 року знову отримали право на підвищення в класі.  
У сезоні Джей-ліги 2021 посіла останнє місце та понизилася до Джей-ліги 2.  